# Bataille de Berlin
Pour les bombardements alliés sur Berlin en 1943-1944, voir Bataille aérienne de Berlin.
Seconde Guerre mondiale
Batailles
Front de l’Est

Prémices :
- Campagne de Pologne
- Guerre d'Hiver

Guerre germano-soviétique :
- 1941 : l'invasion de l'URSS

- Opération Barbarossa

Front nord : 
- Guerre de Continuation
- Opération Silberfuchs
- Siège de Léningrad

Front central : 
- 2e bataille de Brest-Litovsk
- Bataille de Białystok–Minsk
- 1re bataille de Smolensk
- Bataille de Kiev

Front sud : 
- Siège d'Odessa
- Campagne de Crimée

- 1941-1942 : la contre-offensive soviétique

Front nord : 
- Poche de Demiansk
- Poche de Kholm

Front central : 
- Bataille de Moscou

Front sud : 
- Seconde bataille de Kharkov

- 1942-1943 : de Fall Blau à la 3e bataille de Kharkov

Front nord : 
- Offensive de Siniavino
- Opération Iskra
- Bataille de Krasny Bor
- Opération Poliarnaïa Zvezda

Front central : 
- Opération Mars

Front sud : 
- Bataille du Caucase (opération Fall Blau)
- Bataille de Stalingrad
- Opération Uranus
- Opération Saturne
- Offensive d'Ostrogojsk-Rossoch
- Offensive de Voronej-Kastornoe
- Opération Gallop
- Opération Étoile
- Troisième bataille de Kharkov

- 1943-1944 : libération de l'Ukraine et de la Biélorussie

Front central : 
- 2e bataille de Smolensk
- Opération Bagration

Front sud : 
- Bataille de Koursk
- Bataille du Dniepr
- Offensive Dniepr-Carpates
- Offensive de Crimée
- Offensive de Lvov-Sandomir

- 1944-1945 : campagnes d'Europe centrale et d'Allemagne

Allemagne : 
- Offensive Vistule-Oder
- Offensive de Poméranie orientale
- Siège de Breslau
- Offensive de Prusse-Orientale
- Bataille de Königsberg
- Bataille de Seelow
- Bataille de Bautzen
- Bataille de Berlin
- Capitulation allemande

Front nord et Finlande : 
- Guerre de Laponie
- Offensive Leningrad-Novgorod
- Bataille de Narva

Europe orientale : 
- Opération Margarethe
- Insurrection de Varsovie
- Soulèvement national slovaque
- Opération Panzerfaust
- Bataille de Budapest
- Opération Frühlingserwachen
- Offensive de Vienne
- Insurrection de Prague
- Offensive de Prague
- Bataille de Slivice

Front d’Europe de l’Ouest

Campagnes d'Afrique, du Moyen-Orient et de Méditerranée

Bataille de l’Atlantique

Guerre du Pacifique

Guerre sino-japonaise

Théâtre américain
La bataille de Berlin constitue la dernière bataille terrestre de la Seconde Guerre mondiale en Europe. Faisant suite à l'offensive soviétique Vistule-Oder en janvier et février 1945, elle est lancée le 16 avril par l'Armée rouge et s'achève le 2 mai 1945 par la reddition des derniers soldats allemands de la garnison de Berlin.
Durant cette bataille, Adolf Hitler, Führer d'un Reich aux abois, coordonne la défense allemande, mais les effectifs déployés par le Reich, sous-équipés, ne peuvent s'opposer efficacement aux unités soviétiques. La défaite étant devenue inévitable, Hitler met fin à ses jours le 30 avril, quelques jours avant le 8 mai, jour de la capitulation sans conditions de l'Allemagne nazie.
La bataille de Berlin a été l'une des plus coûteuses en vies humaines de la Seconde Guerre mondiale.

## L’effondrement du Troisième Reich en 1945

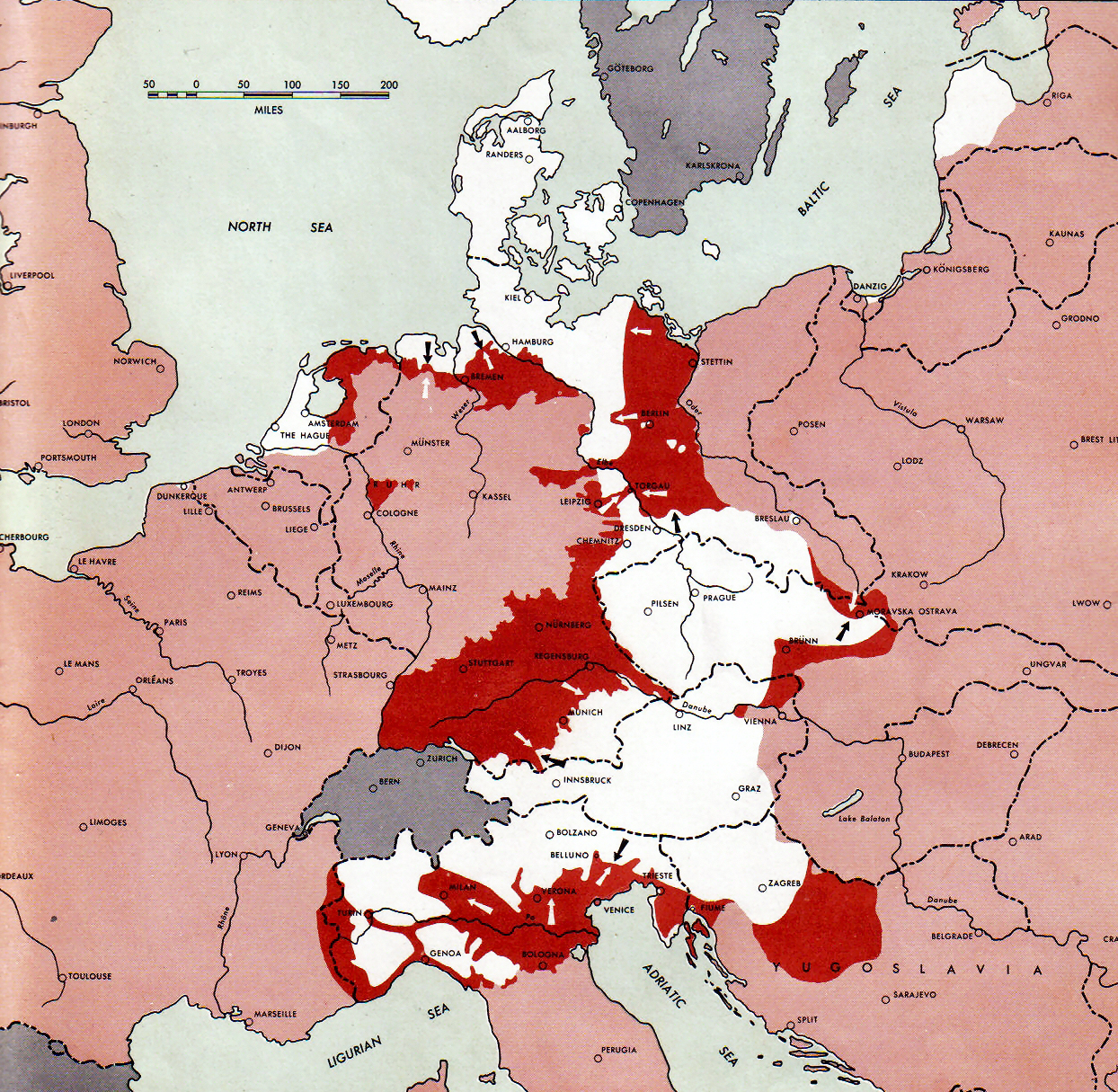
Théâtre des opérations, 1 mai 1945.

Au début de l'année 1945, seule une infime partie de l'Allemagne a été envahie. À l'Est, les Soviétiques sont aux portes de la Prusse-Orientale, devant Varsovie et ont encerclé Budapest. À l'ouest, les Alliés stationnent devant la ligne Siegfried, protégeant la rive gauche du Rhin, en face de la Belgique et de la Lorraine. En France, la poche de Colmar est encore sous contrôle allemand. Hitler croit encore pouvoir compter sur les Wunderwaffen (dont les V1 et V2) pour renverser la situation.
Le 12 janvier 1945, les Soviétiques déclenchent une offensive massive (de la Baltique aux Carpates), sous le commandement des maréchaux Tcherniakovski (3e front biélorusse), Rokossovski (2e front biélorusse), Joukov (1er front biélorusse) et Koniev (1er front ukrainien). Staline joue de la compétition entre ces maréchaux pour leur faire réaliser les avancées les plus foudroyantes. En outre, les forces allemandes sont concentrées sur le front ouest en raison de la bataille des Ardennes. En moins de trois semaines, la Wehrmacht (groupe d'armées Vistule) est détruite et l'Armée rouge conquiert l'essentiel de la Pologne d'avant 1939 ; elle s'empare des zones industrielles vitales de la Silésie et de la plus grande partie de la Prusse-Orientale ; elle atteint l'Oder (future frontière germano-polonaise) à Custrin le 31 janvier.
Hitler ordonne, comme toujours, à ses généraux de ne plus reculer et de contre-attaquer. Ses analyses, complètement déconnectées de la réalité, ne prennent pas en compte que chaque armée allemande nominale a en fait tout au plus la valeur combative d'une division. Il se brouille régulièrement avec Heinz Guderian, chef d'état-major pour le front de l'Est qui lui tient tête en vain, jusqu'à son remplacement fin mars par le général Hans Krebs.
En pénétrant sur le sol allemand, les troupes soviétiques ont propagé la panique parmi les populations allemandes des provinces de l'Est. D'innombrables cas de pillages, de meurtres et de viols collectifs sont rapportés par la propagande de Joseph Goebbels et ont été plus tard attestés à mots couverts par les archives militaires russes. Un exode massif draine vers l'Ouest des millions de réfugiés des territoires allemands qui ont déjà été attribués, par les Alliés à la Pologne, à l'est de la ligne Oder-Neisse. Les pertes civiles sont très importantes, comme lors du torpillage par un sous-marin soviétique du paquebot Wilhelm Gustloff, évacuant des réfugiés allemands par la mer Baltique. Le froid, la famine et les bombardements sont les causes de mortalité les plus fréquentes.
Les réfugiés allemands sont très rarement pris en charge par les autorités nazies. Il se peut que la désorganisation générale et la fuite rapide des plus hauts cadres nazis en soit la principale cause mais il est également vraisemblable que cela fut une stratégie délibérée pour inciter les soldats allemands à combattre plus énergiquement pour protéger les civils restés sur leur sol natal. Le Führer avait par ailleurs demandé que soit appliquée dans toute l'Allemagne la politique de la terre brûlée, ne pouvant supporter que le sol national allemand tombe dans les mains des Slaves sans qu'il soit retourné à l'âge de la Pierre. Il estimait également que le peuple allemand, qui avait échoué dans le dessein qu'il lui vouait, méritait son sort de destruction et s'était, selon plusieurs témoignages, complètement identifié à l'Allemagne, considérant que sa propre disparition était liée à la disparition de son pays. Albert Speer, intime d'Hitler et ministre de l'Armement, fit la tournée des Gauleiter pour les inciter à refuser d'obéir aux directives allant dans ce sens.
Goebbels, de plus en plus exposé alors qu'Hitler n'apparaît plus en public et qui par ailleurs a été nommé commissaire du Reich pour la défense de Berlin, organise les unités du Volkssturm, unités composées des dernières réserves (les hommes les plus âgés ou malades). Les adolescents des Jeunesses hitlériennes sont également intégrés aux forces militaires ; leur fanatisme en fait les combattants les plus motivés de Berlin mais aussi les plus gravement décimés, la majorité d'entre eux périt. Cependant, la Feldgendarmerie ainsi que les membres de la SS exécutent sommairement de plus en plus de civils et de soldats soupçonnés de désertion, dont un grand nombre de membres du Volkssturm.
Le 13 février 1945, les Soviétiques s'emparent de Budapest, durement défendue par les Allemands. Les Alliés à l'Ouest s'avancent jusqu'au Rhin. Les bombardements stratégiques américano-britanniques continuent à accabler l'Allemagne : du 13 au 15 février, le bombardement de Dresde, alors lieu de transit de nombreux réfugiés, cause près de 25 000 morts.

## Situation stratégique

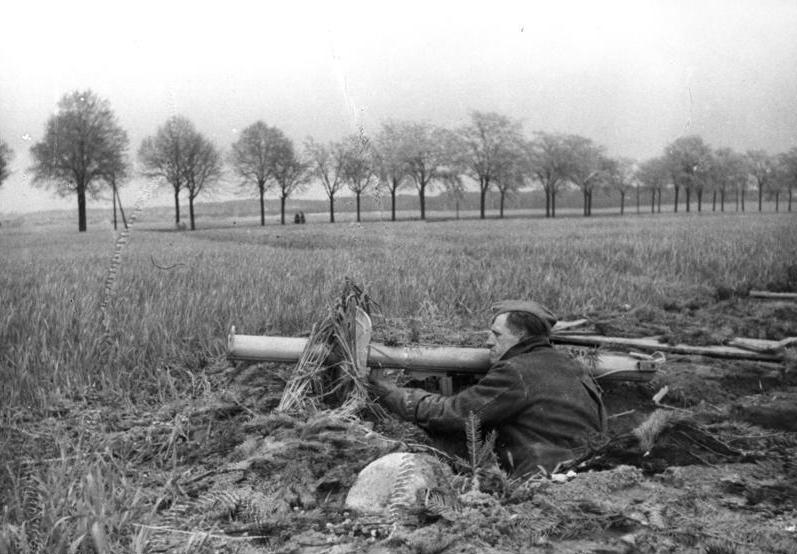
Soldat du Volkssturm armé d'un Panzerschreck, affecté à une ligne de défense extérieure de Berlin.

En mars 1945, l'Armée rouge conquiert la Poméranie, assiège Königsberg et Breslau et a établi des têtes de ponts sur la rive occidentale de l'Oder, à moins de 50 kilomètres de Berlin. Cependant, les forces alliées, à l'Ouest, progressent à l'Est du Rhin début mars et la IIIe armée de George Patton opère une percée fulgurante en Allemagne centrale. Le 1er avril, le groupe d'armée B du maréchal allemand Walter Model est encerclé dans la Ruhr. Les Alliés avancent alors plus rapidement que les Soviétiques. Ils sont susceptibles d'arriver à Berlin ou à Prague avant eux. C'est du reste ce que souhaitent Patton, Winston Churchill et Bernard Montgomery, qui craignent un futur conflit avec les Soviétiques.
Mais à la conférence de Yalta, en février 1945, les Alliés se sont mis d'accord sur leurs zones d'occupation respectives. Le territoire à l'Est de l'Elbe, comprenant Berlin, doit revenir à l'Armée rouge. Le commandant en chef des Alliés, Eisenhower, invoquant les accords et souhaitant épargner les vies américaines (estimant de façon surestimée que poursuivre l'offensive causerait des pertes de 100 000 hommes), arrête l'avancée de ses troupes : elles ne doivent pas dépasser l'Elbe alors que Berlin n'est plus qu'à une centaine de kilomètres. Se posait aussi le problème de la longueur excessive des lignes de communication américaines. En outre les généraux américains ne savaient pas que de nombreux militaires allemands préféraient que Berlin fût prise par les Américains et n'étaient pas loin de céder.
L'ordre de ne pas passer l'Elbe est donné le 15 avril, soit trois jours après la mort de Roosevelt alors que des têtes de pont ont déjà été installées et que les chars franchissent le fleuve. Cette décision porte un coup au moral des troupes américaines qui avaient connu jusque-là une avancée fulgurante péniblement contenue par quelques poches de SS.
Du côté soviétique, Staline avait caché à ses alliés et même à ses commandants d'armées que Berlin était son objectif militaire, prétendant que son effort principal porterait sur Dresde vers la mi-mai et que seules des troupes de deuxième ordre seraient dirigées vers Berlin. Staline espérait en réalité dans un premier temps encercler la capitale mi-avril afin d'empêcher toute intervention des Anglais et des Américains puis prendre la ville et mettre la main sur la recherche nucléaire allemande qui y était située.
La 1re armée américaine de Courtney Hodges et l'armée soviétique de Joukov opèrent leur jonction sur l'Elbe à Torgau, le 25 avril 1945. Les forces allemandes sont coupées en deux. Le 26 avril 1945, les troupes soviétiques s'emparent de l'aéroport de Tempelhof, ce qui prive les troupes allemandes du soutien de la Luftwaffe.[réf. nécessaire]

## Berlin avant la bataille
Au printemps 1945, Berlin semble relativement loin de la zone de combat mais ressemble à une métropole en guerre : le Tiergarten a été transformé en parc pour l'artillerie lourde, les bâtiments portent les traces des bombardements, la population se terre dans les abris et vit dans l'obscurité ou à la lueur des bougies.
Dans cette capitale en guerre, un intense marché noir permet aux habitants de trouver, en dépit de la répression, tout ce qu'elle pouvait désirer. Au début du mois d'avril, 200 personnes affamées prennent d'assaut et pillent une boulangerie : ce pillage est réprimé (deux personnes sont pendues après jugement) et une action de propagande est décidée par le Kreisleiter.

## Forces en présence
Union soviétique

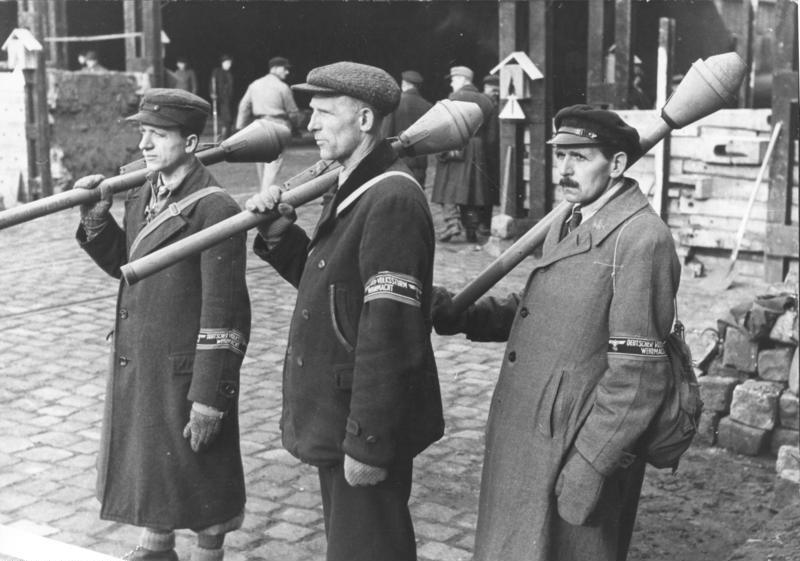
Membres du Volkssturm armés de Panzerfaust dans les rues de Berlin en mars 1945 guerre mondiale.

Berlin est encerclée par deux groupes d'armées soviétiques : ceux de Joukov (1er front biélorusse) et de Koniev (1er front ukrainien), avec en appui celui de Rokossovski (2e front biélorusse), que la récente prise de Königsberg vient juste de libérer.
 Reich allemand
Au début de l'offensive soviétique, le Reich dispose de deux Heeresgruppen (groupe d'armées) pour défendre Berlin jusqu'à Prague, et de la garnison de Berlin :
- le Heeresgruppe Vistule, commandé par le generaloberst Gotthard Heinrici, qui défend la zone au nord de Berlin et jusqu'à Stettin sur la Baltique, les hauteurs de Seelow, protégeant directement Berlin, et, plus au sud, la ligne Cottbus-Liberec ;
- le Heeresgruppe Mitte, du generalfeldmarschall Ferdinand Schörner, défend l'Est de Prague avec la 17. Armee et la 1. Panzerarmee. Lors de l'offensive sur Berlin, ces unités, placées sur un axe de pénétration secondaire, ne jouent pas de rôle stratégique important ;
- La garnison de Berlin sera elle-même composée du LVI. Panzerkorps (corps blindé) du général Helmuth Weidling. Ce corps est composé de la Panzerdivision Müncheberg, de la 20e Panzergrenadier Division, de la 9. Fallschirmjäger-Division. Les unités françaises SS de la Charlemagne, anglaises du SS British Free Corps, néerlandais de la SS Nordland et le Volkssturm (40 000 hommes) complètent le dispositif. Les effectifs de la garnison ne dépassent pas les 85 000 hommes ;
- La 12e armée du général Walther Wenck défend Berlin par l'ouest, sur le front de l'Elbe, indépendamment de l'armée de la Vistule.

## Déroulement

### L'offensive générale soviétique
Les combats débutent le 16 avril avec l'attaque de nuit, à la lueur de projecteurs de DCA, à partir des hauteurs de Seelow. Cette bataille manque de tourner au fiasco, pour avoir été mal préparée.

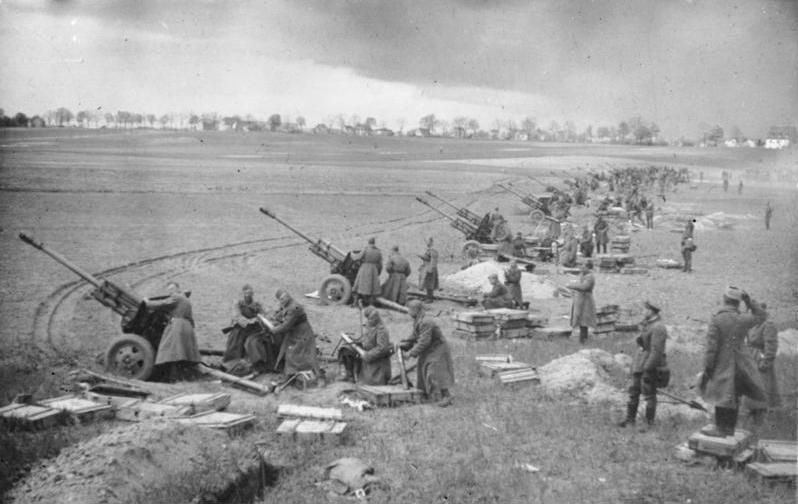
L'artillerie soviétique aux portes de Berlin.

Les plans de l'armée soviétique sont d'encercler la ville, puis d'éliminer par des tirs de barrage toute résistance. Mais ces bombardements gênent ensuite la progression des troupes à l'intérieur de la ville.
Les positions allemandes, évacuées puis réoccupées après le barrage d'artillerie soviétique du 16 avril (ce qui leur permet d'opposer une vive résistance sur les hauteurs de Seelow), sont finalement débordées le 19 avril. Le lendemain, les unités allemandes de Wenck et Heinrici commencent à montrer des signes de désagrégation, mais certaines unités, composées notamment de membres des Jeunesses hitlériennes, tentent d'arrêter les chars soviétiques au moyen de Panzerfaust, dont la neuvième armée est abondamment pourvue. Les différentes lignes de défense avancée de la ville sont tournées avec plus ou moins de facilité par les avant-gardes soviétiques, dans un premier temps par la pince sud, puis par la pince nord de l'offensive soviétique.
Le 20 avril, Joukov lance l'exploitation de la percée obtenue la veille, face à une 9e armée en cours de désagrégation, tandis que la Luftwaffe lance ses dernières forces dans la bataille. Dès la fin de journée, la première ligne de défense, clairsemée et peu pourvue en hommes et en matériel, est tournée et débordée, les défenseurs ne trouvant leur salut que dans la fuite. Le lendemain, la ville est tournée par le nord, prélude à l'encerclement, tandis que le centre de la ville est bombardé par l'artillerie lourde soviétique et les premières unités soviétiques s'en prennent à la ligne du S-Bahn, constituant les défenses extérieures de la ville proprement dite.
La pince sud, commandée par Koniev, est, dans un premier temps, gênée par la configuration du terrain, propice à la défense, s'infiltre dans Berlin, et enfonce la ligne de défense extérieure de la ville.
Le 24, les unités commandées par Joukov font leur entrée dans les faubourgs nord de la ville, tandis que celles de Koniev avancent dans le Sud du Brandebourg. Les forces des deux fronts soviétiques ferment la poche en opérant leur jonction sur les arrières à Potsdam. Cette progression se fait au prix de pertes importantes causées par les troupes allemandes.
Des poches de résistance naissent alors, comme au Tiergarten.
Les Soviétiques massent autour de Berlin plus de 40 000 pièces d'artillerie (1 pièce tous les dix mètres).

### Les combats dans Berlin
Le 20 avril 1945, après la cérémonie du 56e anniversaire d'Adolf Hitler, de nombreux hauts dignitaires nazis quittent Berlin précipitamment en abandonnant le Führer. Les Berlinois appellent cet épisode « la fuite des faisans dorés ».
Les dispositifs de la défense comptent l'ensemble des moyens de la guerre urbaine : barricades, champs de mines, passages entre immeubles.
Une fois les faubourgs conquis, au prix de lourdes pertes en hommes et en matériel, la prise de la ville proprement dite commence le 25 avril. Les obstacles mis sur la route des Soviétiques vers le centre-ville sont balayés les uns après les autres à partir du 28 avril, à l'image du quartier général de la police, à la fois siège de la police et prison, défendu pendant 36 heures par des policiers et des SS fanatisés, exploitant la configuration particulière de ce lieu, mais victimes d'une solide préparation d'artillerie.
Le lendemain, les ponts sur la Spree tombent les uns après les autres sous le contrôle des Soviétiques ; le pont Moltke, massivement miné et défendu depuis l'autre rive, est pris d'assaut le 29 avril, avec l'immeuble du ministère prussien de l'Intérieur, défendu avec acharnement par une troupe hétéroclite de SS, de marins, d'aviateurs et de soldats de la Wehrmacht mais l'obstacle est franchi dans la journée.
Les combats font rage dans le quartier des ministères, autour du Reichstag et du Führerbunker défendu par des volontaires SS de différentes nationalités ; parmi ces derniers combattent les Scandinaves et les Hollandais de la 11e SS-Division Nordland, à laquelle a été rattaché le groupe de combat Charlemagne, regroupant quelque 300 Français sous les ordres du SS- Hauptsturmführer (capitaine) Henri Fenet, ainsi que des éléments aussi épars que des Espagnols du capitaine Izquierda, des Baltes rescapés des combats de Lituanie et jusqu'à 3 ou 4 Britanniques du SS British Free Corps.[réf. nécessaire]
La plupart des volontaires étrangers ayant survécu aux ultimes combats des 1er et 2 mai, et qui tombèrent aux mains des soldats de l'Armée rouge furent, à part de rares exceptions, traités dans le cadre de la convention de Genève. Le cas n'était pas si fréquent sur le front de l'Est.[réf. nécessaire]
L'Armée rouge se voit obligée d'amener, dans le secteur même des combats, des pièces d'artillerie qui font feu à tir tendu pour réduire les poches de résistance.[réf. nécessaire]

### Prise du Reichstag

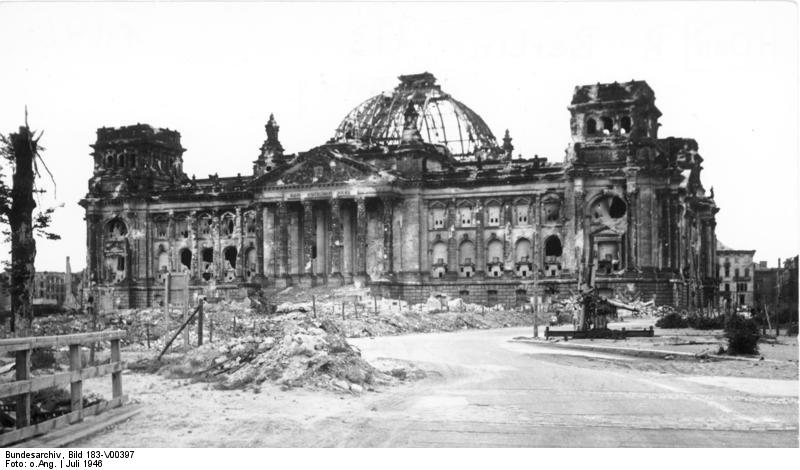
Le Reichstag en ruines en 1946, un an après sa prise.

Dès 1943, le Reichstag, le bâtiment no 105 sur les cartes et les maquettes utilisées par les Soviétiques pour préparer la bataille, est désigné comme l'objectif final de la confrontation avec le Reich ; bâtiment massif et isolé, il convient à la mise en scène de la victoire telle que les responsables soviétiques l'imaginent.
À l'extérieur du Reichstag se trouvaient également quatre canons de 88 et deux chars Tigre II. La défense du Reichstag était assurée par le SS-Brigadeführer Wilhelm Mohnke.
Dès le 28 avril, une puissante attaque soviétique est montée contre les abords du quartier gouvernemental, ce dernier étant protégé sur trois côtés par la Spree, les ponts étant défendus depuis les abords et les immeubles, où ont été concentrés de nombreux moyens humains et matériels.
L'assaut des Soviétiques sur le palais du Reichstag débute le 30 avril. Les combats à l'extérieur et à l'intérieur durent toute la journée puis la nuit, se poursuivent au corps à corps, même après que le drapeau rouge eut été hissé sur le toit du Reichstag vers 22 h 50. Le 1er mai, en fin d'après-midi, les défenseurs capitulent (300 soldats,sous-officiers et officiers se rendent au lieutenant de l'Armée rouge Berest). 500 blessés gisent dans le poste de secours des caves du Reichstag. Staline a demandé au photographe ukrainien Evgueni Khaldeï d'immortaliser la pose du drapeau rouge sur le bâtiment, mais il n'était pas présent le jour de la prise du Reichstag, alors que toutes les unités engagées à Berlin se sont vues dotées d'un drapeau dont les symboles soviétiques ont été rendus plus visibles. La propagande soviétique recrée la scène le 2 mai 1945. Le soldat d'origine géorgienne Meliton Kantaria, sur ordre de Staline, hisse le drapeau à la manière des soldats américains à Iwo Jima le 23 février 1945. La célèbre photographie fut retouchée pour effacer une des deux montres, celle au poignet droit de l'officier soutenant le soldat portant le drapeau, montre laissant apparaître qu’elle avait été volée.
Peu de temps avant que Hitler ne se suicide et que le Reichstag ne soit pris, la radio berlinoise réussit à diffuser, pour la dernière fois, une œuvre de Richard Wagner : La Marche funèbre de Siegfried, afin de donner du courage aux troupes. Celle-ci annonçait la fin du Troisième Reich. Le 1er mai, à 21 h 30, le grand-amiral Dönitz annonce, sur les ondes du Reichssender Hamburg (de), que Hitler est tombé en combattant à la tête de ses troupes et qu'il en est le successeur.

### La reddition allemande

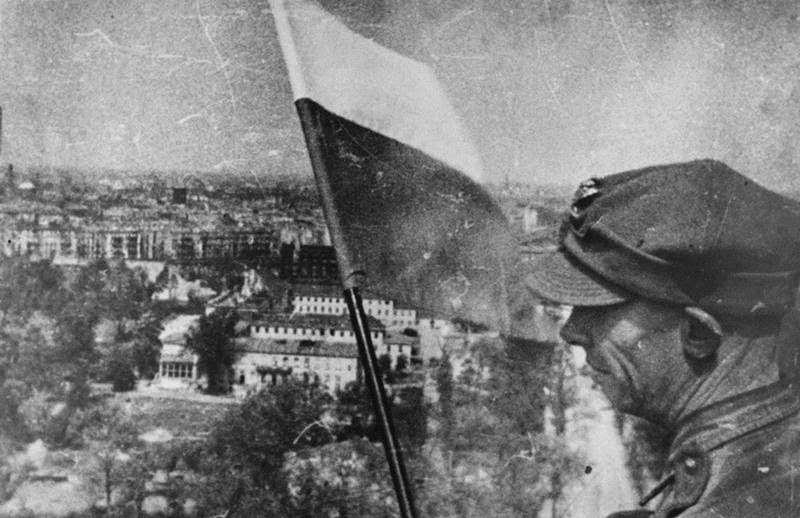
Le drapeau polonais flotte sur les ruines de Berlin.

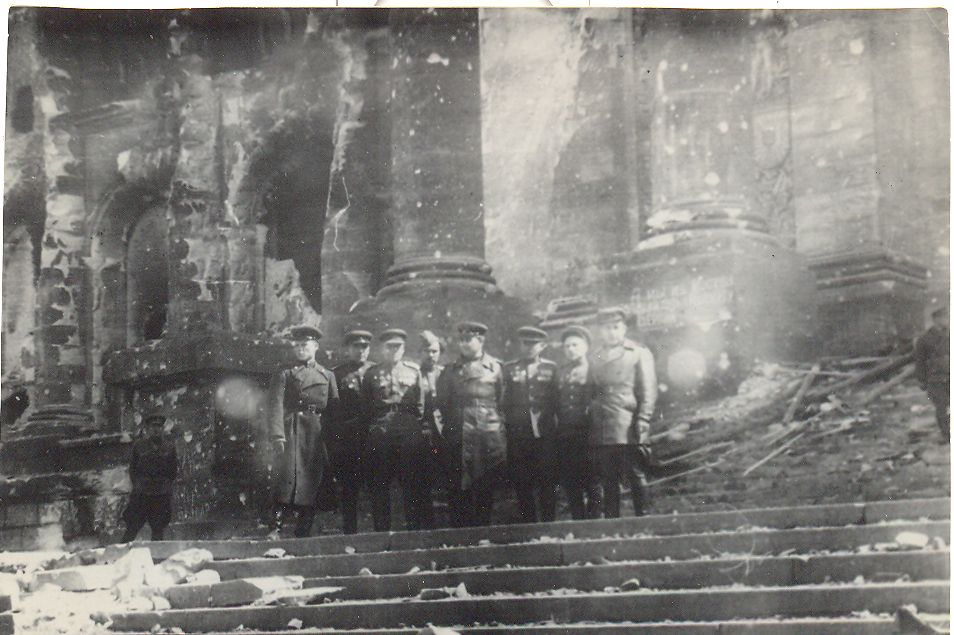
Commandants du 8e Corps de chars de la Garde à Berlin devant le Reichstag.

Dès le suicide de Hitler, le gouvernement mis en place par Goebbels, nouveau chancelier en exercice, se rapproche des Soviétiques afin de connaître les conditions de la reddition allemande, tandis que les combats prennent une allure sporadique et décousue. Une suspension des combats est actée de fait le 1er mai entre 4 h du matin et 15 h dans l'après-midi, le temps des négociations entre Goebbels, représenté par le général Hans Krebs, et les militaires soviétiques ; après l'échec des négociations, les Soviétiques reprennent leur progression vers 16 h 30. La neuvième armée du général Busse traverse les forêts au sud de Berlin, pour rejoindre l'Elbe et se rendre aux Américains (25 000 soldats et des milliers de civils). Les véhicules de la douzième armée du général Wenck les acheminent en direction de l'Elbe. Le 1er mai, la citadelle de Spandau, abritant le laboratoire de défense contre les gaz de l'armée, se rend (les savants allemands capturés sont envoyés en URSS, pour poursuivre leurs recherches. Ceux qui refusent de collaborer rentrent en Allemagne en 1954). La tour de DCA du zoo de Tiergarten, abritant un hôpital et des milliers de civils, des soldats de la Wehrmacht et des SS, se rend également vers minuit, après que des blindés allemands de Tiergarten tentent une percée vers Spandau, en empruntant le Charlottenbrücke, défendu par les Jeunesses hitlériennes. Les soldats et les civils subissent le feu de l'artillerie soviétique en franchissant le pont mais des canons antiaériens autopropulsés ripostent et permettent, brièvement, le passage de nombreux Allemands (mais seule une poignée de soldats réussit à atteindre l'Elbe les jours suivants). Quant aux derniers défenseurs de la Chancellerie, ils tentent en vain une sortie par le pont de Weidendamm pendant la même nuit. Le peu qui réussit à s'échapper par d'autres voies est fait prisonnier les jours suivants.
Le 2 mai, à 4 h du matin, le dernier commandant de la place de Berlin, Helmuth Weidling, signe la capitulation des derniers défenseurs ; le cessez-le-feu est effectif à 17 h, heure de Berlin, tandis que le vice-ministre de la Propagande fait diffuser une proclamation destinée à faire cesser les combats.

### Le calvaire des civils durant le siège

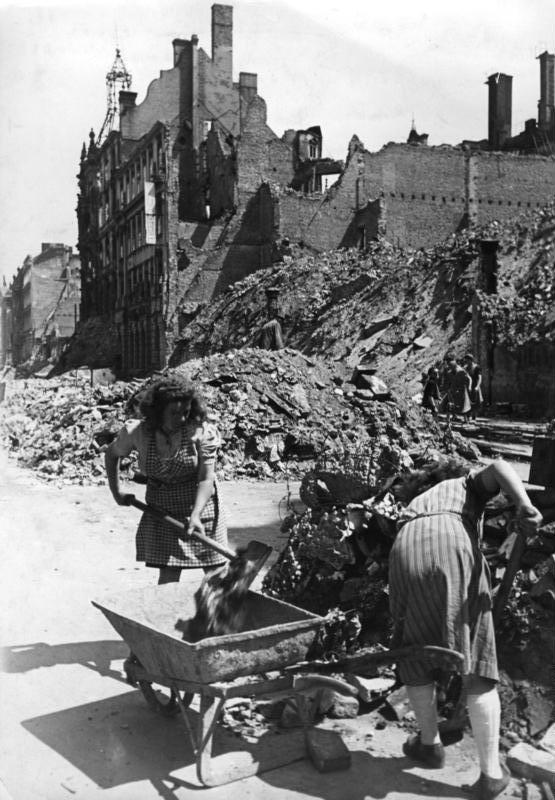
Femmes ramassant des ruines d'habitation à Berlin en 1946.

Les civils berlinois (deux millions environ) pris au piège par les combats se réfugient dans le métro, dans les abris ou les caves, pour échapper aux bombardements aériens et d'artillerie. En de nombreux endroits, la distribution d'eau est coupée ainsi que l'électricité. L'inondation d'une partie du métro de Berlin est supposée avoir été ordonnée par le Führer car, si l'armée soviétique l'avait investi, son parcours lui aurait permis d'arriver en 120 minutes jusqu'à son bunker, mais aucun document ne permet d'attester ce fait qui semble même être contredit. En effet, dans son ouvrage Die letzten Tage mit Adolf Hitler, Erich Kempka, SS présent à la chancellerie à l'époque des faits, rapporte dans l'un de ses écrits la correspondance écrite qu'il a reçu de Wilhelm Mohnke le 2 août 1975, selon laquelle « Jamais un tel ordre ne fut transmis par la Chancellerie du Reich ». La thèse de cet ordre est également qualifiée de « mensonge infamant » par R. Fritz Kraft, qui fut responsable du métro pendant des années et de sa remise en état après la guerre. La cause de cette arrivée d'eau soudaine dans une partie des tunnels du métro berlinois et qui coûta la vie à environ un millier de Berlinois - chiffre jamais vérifié - est selon lui liée à un impact de bombe sur la voûte du U-Bahn entre les stations Märkisches Museum et Klosterstrasse, voûte se trouvant sous la rivière Sprée. Le tunnel du métro sous le Landwehrkanal fut détruit également, mais aucune victime par noyade ne fut à déplorer en ce lieu.
Il y eut aussi la tragédie des femmes systématiquement violées (et parfois assassinées[réf. nécessaire]) par les troupes soviétiques. Ce drame humain, vécu par un peu plus de cent mille Berlinoises (10 à 20 % de la population féminine) de tout âge et de toute condition, a longtemps été occulté par la plupart des récits de la bataille[réf. nécessaire]. Il a fallu attendre la chute du mur de Berlin et le processus de réunification allemande qui s'ensuivit pour que l'on puisse, enfin, évoquer ce sujet épineux, tant d'un point de vue humain que politique[réf. nécessaire].
Ce sont aussi les Berlinoises qui déblayèrent des milliers de tonnes de gravats ; elles furent surnommées les femmes des ruines.

## Divergences dans le commandement

### La rivalité au sein du commandement soviétique
Dans les semaines qui précèdent la percée soviétique sur Berlin, les deux principaux commandants des troupes soviétiques sont engagés dans une compétition orchestrée par Staline en personne, qui, depuis le Kremlin, joue le rôle de coordinateur de la prise de la ville : il a donc la charge d'informer chacun des commandants de front des progrès de l'autre, ce dont il s'abstient lors des opérations à l'extérieur et à l'intérieur de la ville.
Il dissimule ainsi à Joukov les progrès de Koniev, son rival, allant jusqu'à courir le risque que les unités respectives des deux maréchaux soviétiques se tirent mutuellement dessus. Dans le cadre de cette compétition, Staline lui-même fixe, modifie régulièrement, tout en les laissant dans le flou au-delà d'un certain point, non encore atteint par les troupes soviétiques, les limites d'opération des troupes des fronts respectivement commandés par Joukov et Koniev.
Cette compétition modifie les choix des deux commandants soviétiques ; ainsi, le 25 avril, Joukov lance les unités commandées par Tchouikov en direction du quartier gouvernemental, non seulement pour saisir plus rapidement certaines positions, mais aussi pour couper la route aux unités de Koniev : au bout d'une nuit de combat, les unités de Tchouikov prennent le contrôle des points de passage sur la Sprée que Koniev avait choisi pour faire traverser ses unités. Au terme de trois journées de combat, alors que Koniev et Joukov sont à égale distance du bunker de la chancellerie, Staline, le 28 avril dans la soirée, annonce que le quartier gouvernemental est dévolu à Joukov.
Une fois le centre-ville octroyé aux soldats de Joukov, les unités qui composent son armée sont mises en compétition entre elles, entraînant des frictions pour la prise de tel ou tel édifice remarquable ; ainsi, l'armée de Tchouikov, composée d'unités de la Garde, est-elle placée en rivalité avec la 5e armée de choc pour la prise du Reichstag : en se référant à Joukov, Tchouikov parvient à assurer pour ses unités la prise de ce bâtiment.

### Les derniers soubresauts duIIIeReich
La bataille de Berlin constitue l'occasion de l'expression des divergences entre les différents dirigeants du Reich. Dès avant le suicide de Hitler le 30 avril, les avis au sein des derniers hauts dignitaires nazis présents à Berlin divergent concernant la demande de négociations pour un armistice ; les jusqu'au-boutistes comme Joseph Goebbels s'y opposent formellement.
Dès la mort de Hitler, les lignes de fracture au sein de l'appareil nazi réapparaissent ; une tendance, groupée autour de Himmler, Hermann Göring et Karl Dönitz tente de négocier avec les Alliés occidentaux une reddition partielle, afin de tourner les dernières unités disponibles contre l'Armée rouge et ses alliés, tandis que Goebbels et Krebs tentent de négocier un armistice séparé avec le commandement soviétique.

## Actions de propagande

### Propagande allemande
La propagande mise en œuvre par le ministère de Goebbels, également Gauleiter de Berlin, dans la ville rapidement privée de tout contact avec l'extérieur, fait la part belle aux rumeurs. Ainsi, la propagande insiste sur une arme nouvelle, capable de détruire les chars soviétiques, ou sur une armée nouvellement constituée et richement dotée en matériel, qui s'est mise en route depuis le Nord du Reich afin de libérer la ville investie.
La ville de Berlin directement menacée, Goebbels tente de motiver les soldats de la 12e armée afin de libérer la ville, en l'inondant par avions de tracts (dont certains étaient faussement destinés à l'armée de Wenck) ou par des messages radio, autant destinés aux soldats allemands qu'au commandement soviétique (qui ignore où cette armée va frapper leurs unités).

### Propagande soviétique
Dans les jours qui précèdent la prise de la ville, lorsque les banlieues sont progressivement conquises par les unités soviétiques, les responsables soviétiques de la propagande incitent les civils à se rendre, notamment en diffusant par haut-parleurs les noms des prisonniers ou en infiltrant à l'intérieur des lignes allemandes des militants communistes allemands ou des prisonniers retournés ; le 1er mai, les unités de Joukov obtiennent la reddition de près de 3 000 défenseurs allemands.
En outre, dans les derniers jours du conflit, le commandement soviétique doit aussi motiver leurs soldats, dont certains adhèrent au parti communiste, afin de préparer l'après-guerre.
La bataille de Berlin fut racontée dans un film de propagande soviétique réalisé par Mikhaïl Tchiaoureli à l'occasion du 70e anniversaire de Staline en 1949.

## Récapitulatif par dates
- 21 avril 1945 : derniers bombardements aériens américains ;
- 24 avril 1945 : entrée des armées soviétiques dans Berlin proprement dit ;
- 25 avril 1945 : jonction des troupes américaines et soviétiques à Torgau ;
- 30 avril 1945 : suicide de Hitler et de sa femme Eva Braun ;
- 1er mai 1945 : Joseph Goebbels se suicide à son tour, l'état-major des unités engagées à Berlin capitule ;
- 7 mai 1945 : capitulation à Reims auprès des armées alliées (Britanniques, États-Unis, France), signature à 2 h 41 ;
- 8 mai 1945 : la capitulation sans condition de l'Allemagne nazie est entérinée à Berlin par le maréchal Keitel et l'amiral Friedeburg, au nom des Allemands (signature à 22 h 43).

## Conséquences et bilans
La ville de Berlin est détruite à 33 % (jusqu'à 70 % en centre-ville)[réf. nécessaire] ; les zones aéroportuaires et leurs alentours ont été épargnés autant que possible. Selon le plan d'invasion, les aéroports devaient être utilisables le plus rapidement possible par les Alliés après la chute de la ville. La destruction « complète » de la ville est une rumeur : la ville (établie sur 20 districts et plus de 800 kilomètres carrés)  était trop grande pour être rasée, comme l'avaient été Cologne, Hambourg ou Dresde.

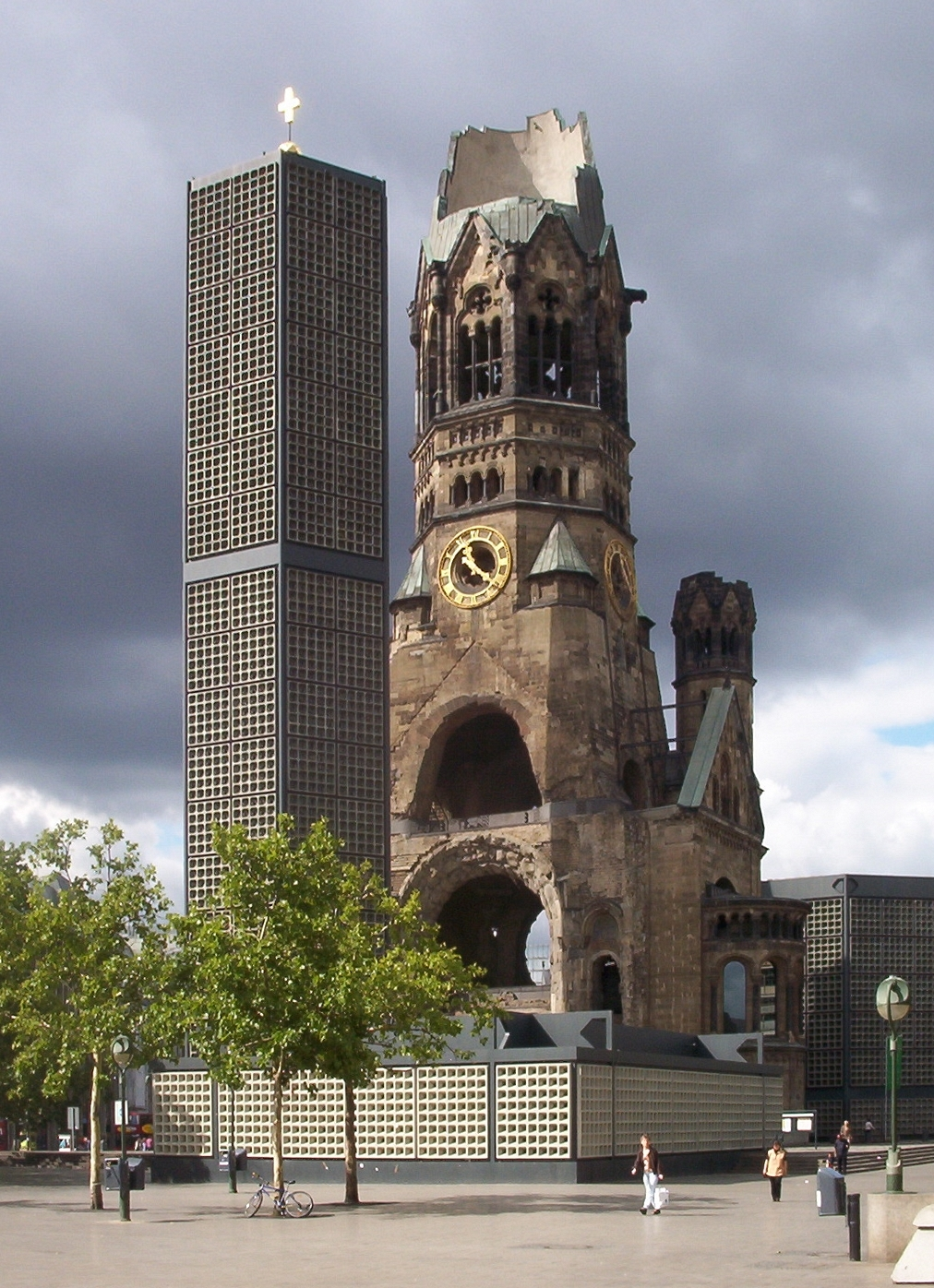
L'église du Souvenir de Berlin fut conservée comme mémoire des destructions et son clocher fut volontairement laissé brisé.

De très nombreux civils ont été tués durant les combats, d'autres sont brutalisés ou exécutés par les soldats de l'Armée rouge, ivres de vengeance contre les Allemands. Au début, ces comportements sont tolérés par l'état-major de l'Armée rouge mais, dès que l'armistice est signé et que l'occupation soviétique se met en place, ces exactions sont rapidement arrêtées par le NKVD. En 1945, 4 000 officiers soviétiques ont été jugés pour crimes contre des civils[réf. nécessaire].
Les archives soviétiques revues par Krivocheïev estiment les pertes soviétiques et polonaises à 81 116 tués (dont 2 825 Polonais) et 280 251 blessés et malades pour l'ensemble des trois engagements (ville de Berlin, bataille des hauteurs de Seelow et de la poche de Halbe).
Du côté allemand, les pertes humaines totales ont été estimées à 458 080 tués et blessés et 479 298 prisonniers. Les pertes dans la seule ville de Berlin seraient de 22 000 soldats tués et autant de civils.

### Filmographie
- La Fin d'Hitler (Der letzte Akt), de Georg Wilhelm Pabst, 1955 ;
- Libération : Le Dernier assaut, de Iouri Ozerov, 1971 ;
- Les Dix Derniers Jours d'Hitler (Hitler: The last 10 days), d'Ennio De Concini, 1973 ;
- The Bunker, téléfilm de George Schaefer avec Anthony Hopkins, 1981 ;
- La Chute (Der Untergang), film basé sur le livre de Joachim Fest, 2005 ;
- Une femme à Berlin (en allemand : Anonyma - eine Frau in Berlin) de Max Färberböck, 2008 ;
- Enfant 44, de Daniel Espinosa, 2015 : première scène sur la prise du Reichstag.

### Jeux vidéo
- Call of Duty, 2003 ;
- Call of Duty: World at War, 2008 ;
- Sudden Strike 4, 2017.
- Enlisted, 2021